# 艾厄代尔市镇
艾厄代尔市鎮（丹麥語：Egedal Kommune）是丹麥的一個市鎮，位於西蘭島東北部。屬首都大区。面積115.73平方公里，2009年人口41,031人。行政中心为厄尔斯蒂克。
2007年1月1日由三個市鎮合併而成。